# باشگاه خیمناستیک تاراگونا
باشگاه ژیمناستیک تاراگونا (انگلیسی: Gimnàstic de Tarragona) یک باشگاه ورزشی اسپانیایی است که در تاراگونا می‌باشد. تیم فوتبال این باشگاه اکنون در لیگا ادلانته قرار دارد. این باشگاه در سال ۱۸۸۶ تأسیس شده است و یکی از قدیمی‌ترین باشگاه‌های فوتبال در اسپانیا است.